# Henry Hathaway
Henry Hathaway, pseudonimo di Henri Leopold De Fiennes (Sacramento, 13 marzo 1898 – Los Angeles, 11 febbraio 1985), è stato un regista e produttore cinematografico statunitense.
Specializzato in film western, è stato anche autore di film noir e drammatici, dirigendo celebri attori: Gary Cooper, Richard Widmark, James Stewart, Marilyn Monroe, Claudia Cardinale, Tyrone Power, Steve McQueen, John Wayne, Robert Mitchum e Rita Hayworth.

## Biografia
Figlio della marchesa Lillie de Fiennes, di origine ungaro-belga, che recitava con il nome di Jane Hathaway, e di Rhody Hathaway, anch'egli attore e impresario, intraprese da giovanissimo la carriera cinematografica lavorando come attore nel muto con Allan Dwan, ma questa attività verrà interrotta dalla prima guerra mondiale.
Negli anni venti lavorò come assistente in film di Victor Fleming e Von Sternberg e debuttò come regista all'età di 34 anni con Salvataggio nel deserto (1932). Sul set di  Rivelazione (1934) incontrò Gary Cooper, suo grande amico che lavorerà in sette suoi film tra cui il pluripremiato I lancieri del Bengala (1935).
Negli anni quaranta lavorò con Richard Widmark nel film Il bacio della morte (1947) e con James Stewart in Chiamate Nord 777 (1948).
Nel decennio successivo girò capolavori di genere molto diverso quali il film bellico Rommel, la volpe del deserto (1951) con James Mason, una spy story ambientata a Trieste, Corriere diplomatico (1952), con Tyrone Power, e Niagara (1953), nel quale Marilyn Monroe s'impose in un ruolo di donna seducente e pericolosa; nel western Il prigioniero della miniera (1954) diresse Gary Cooper e Susan Hayward, attrice da lui molto apprezzata e diretta in quattro film, poi il thriller 23 passi dal delitto (1956) con Van Johnson e Vera Miles e l'avventuroso Timbuctù (1957) con John Wayne e Sophia Loren.
Nell'ultimo ventennio si dedicò, con cura maniacale, al western: Pugni, pupe e pepite (1960), I 4 figli di Katie Elder (1964) e soprattutto Il grinta (1969) che fece ottenere il premio Oscar a John Wayne, Poker di sangue (1968) con Robert Mitchum e Il solitario di Rio Grande (1971) con  Gregory Peck.
Il suo ultimo film fu il thriller di Blaxploitation Los Angeles squadra criminale (1974), dopo il quale si ritirò definitivamente.

## Filmografia parziale

### Regista
- Salvataggio nel deserto (Heritage of the Desert) (1932)
- To the Last Man (1933)
- The Thundering Herd (1933)
- Man of the Forest (1933)
- The Last Round-Up   (1934)
- Rivelazione (Now and Forever) (1934)
- Sogno di prigioniero (Peter Ibbetson) (1935)
- I lancieri del Bengala (The Lives of a Bengal Lancer) (1935)
- Il sentiero del pino solitario (The Trail of the Lonesome Pine) (1936)
- Go West Young Man (1936)
- Anime sul mare (Souls at Sea) (1937)
- Il falco del nord (Spawn of the North) (1938)
- La gloriosa avventura (The Real Glory) (1939)
- La grande missione (Brigham Young) (1939)
- Il prigioniero (Johnny Apollo) (1940)
- Inferno nel deserto (Sundown) (1941)
- Il grande tormento (The Shepherd of the Hills) (1941)
- Ragazza cinese (China Girl) (1942)
- Due donne e un purosangue (Home in Indiana) (1944)
- La nave senza nome (1944)
- La casa della 92ª strada (The House on 92nd Street) (1945)
- Il 13 non risponde (13 Rue Madeleine) (1946)
- Il grattacielo tragico (The Dark Corner) (1946)
- Il bacio della morte (Kiss of Death) (1947)
- Chiamate Nord 777 (Call Northside 777) (1948)
- Naviganti coraggiosi (Down to the Sea in Ships) (1949)
- La rosa nera (The Black Rose) (1950)
- Rommel, la volpe del deserto (The Desert Fox: The Story of Rommel) (1951)
- Il comandante Johnny (You're in the Navy Now) (1951)
- 14ª ora (Fourteen Hours) (1951)
- L'uomo dell'est (Rawhide) (1951)
- Corriere diplomatico (Diplomatic Courier) (1952)
- La giostra umana (O. Henry's Full House) (1952)
- Tempeste sul Congo (White Witch Doctor) (1953)
- Niagara (1953)
- Il principe coraggioso (Prince Valiant) (1954)
- Il prigioniero della miniera (Garden of Evil) (1954)
- Destino sull'asfalto (The Racers) (1955)
- Il fondo della bottiglia (The Bottom of the Bottle) (1955)
- 23 passi dal delitto (23 Paces to Baker Street) (1956)
- Timbuctù (Legend of the Lost) (1957)
- L'uomo che non voleva uccidere (From Hell to Texas) (1958)
- Ossessione di donna (Woman Obsessed) (1959)
- Pugni, pupe e pepite (North to Alaska) (1960)
- I sette ladri (Seven Thieves) (1960)
- La conquista del west (How the West Was Won), codiretto da George Marshall e John Ford (1962)
- Il circo e la sua grande avventura (Circus World) (1964)
- I 4 figli di Katie Elder (The Sons of Katie Elder) (1965)
- Nevada Smith (1966)
- L'ultimo safari (The Last Safari) (1967)
- Poker di sangue (5 Card Stud) (1968)
- Il Grinta (True Grit) (1969)
- Attacco a Rommel (Raid on Rommel) (1971)
- Il solitario di Rio Grande (Shoot Out) (1971)
- Los Angeles squadra criminale (Hangup) (1974)

### Aiuto regista
- La regina della moda (The Dressmaker from Paris), regia di Paul Bern (1925)
- Grounds for Divorce, regia di Paul Bern (1925)
- The Thundering Herd, regia di William K. Howard (1925)
- Hula, regia di Victor Fleming (1927)